# Phonicocleptes longipes
Phonicocleptes longipes là một loài ruồi trong họ Asilidae. Phonicocleptes longipes được Macquart miêu tả năm 1838.